# 近内圭太郎
近内圭太郎（こんない けいたろう、1978年8月5日 - ）は、神奈川県鎌倉市出身の元競泳選手。専門は背泳ぎ。

## 人物
- 湘南工科大学附属高等学校・日本大学卒業。
- 2歳の時に水泳を始め、小学校6年生で日本選手権に出場[1]。中学校までは数々の記録を更新。高校時代はインターハイで2種目3連覇達成[2]。アトランタオリンピック日本代表に選出、個人種目は入賞にならなかったものの、400メドレーリレーは5位となった[1]。シドニーオリンピックの出場を向けて目指したが、2000年4月の日本選手権は調子を崩し、決勝は最下位[1]。
- 引退後はプール管理を就いたが、29歳の時にスポーツ選手のトレーナーを勉強、3年後にオリンピック競泳日本代表選手初の国家医療資格の柔道整復師を取得[2]。2012年5月にスポーツリング・ジャパンを設立、代表取締役社長となる[3]。
- 本業だけでなく、競泳関係コーチなどを務めている。

## 出場歴
- 1996年アトランタオリンピック
- 1998年世界水泳選手権
- 1998年アジア競技大会 - 100m背泳ぎ1位[4]。
- 1999年夏季ユニバーシアード - 100m背泳ぎ2位、200m背泳ぎ8位[5]